# Oscar Wilde al Reading Gaol

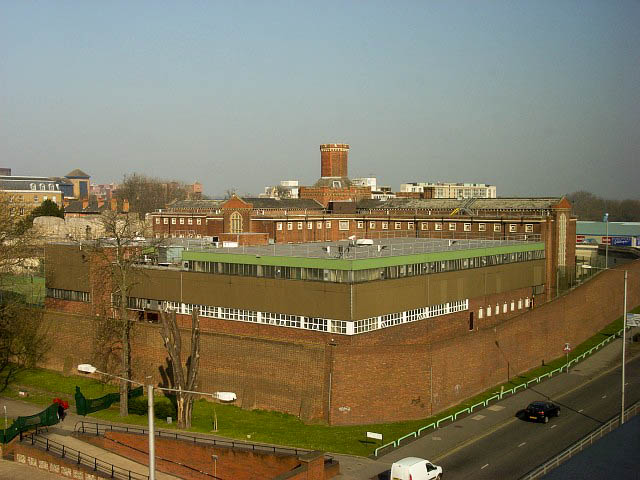
Reading Gaol

Lo scrittore irlandese Oscar Wilde fu tra le persone più note che furono detenute nel carcere di Reading Gaol (che accoglieva in quel periodo 170 carcerati, di cui 13 di sesso femminile).
La prigionia di Wilde, in seguito alla condanna subita per il processo per sodomia che tanto scandalo aveva suscitato in Inghilterra, durò dal novembre 1895 al maggio 1897.
Durante la detenzione Wilde scrisse il De profundis e la The Ballad of Reading Gaol, un racconto basato sulla sua dolorosa esperienza di prigionia.
Wilde passò parte del tempo nella prigione collaborando al funzionamento della biblioteca. 

## Arrivo
Mentre attendeva il trasferimento dal primo carcere dove era stato vittima di numerosi incidenti tra i quali, per una caduta, il ferimento ad un orecchio, fu lasciato ammanettato sotto una pioggia battente mentre veniva dileggiato dalla folla accorsa a vederlo.
Appena giunto nella nuova sede, per quanto Oscar si opponesse, fu rasato a zero prima di essere messo in cella.
Nel nuovo carcere ormai Wilde si era rassegnato a subire l'ingiusta condanna e non pensava più al suicidio. Si considerava un detenuto come tutti gli altri e a chi diceva che egli soffriva questa condizione più di tutti lo stesso poeta affermava che non era così poiché in quel luogo tutti soffrivano allo stesso modo.

## Sogno premonitore

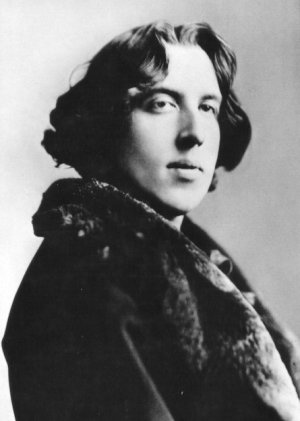
Oscar Wilde, prima della prigionia

Oscar era sempre stato superstizioso: si racconta che una volta era fuggito terrorizzato quando un chiromante gli aveva predetto un infausto futuro (che del resto si realizzò con la prigionia).
L'angusta cella di Wilde ospitava vari insetti e quando un secondino schiacciò un ragno che si aggirava sul pavimento Wilde ne fu superstiziosamente terrorizzato, convinto com'era che ne sarebbero derivate sventure ancora più gravi di quelle che già lo affliggevano. Quella stessa sera sognò sua madre, Lady Wilde, dall'aspetto triste vestita per uscire di casa mentre Oscar, nel sogno, cercava invano di trattenerla. Pochi giorni dopo gli diedero la notizia della morte di sua madre.

## Condizioni mediche
Le condizioni di Wilde non erano affatto buone nonostante il parere contrario del medico del carcere: oltre all'ascesso all'orecchio, da cui continuava a perdere sangue, si era ammalato di gotta e aveva un principio di anemia. Per la sua passione per le lunghe letture e a causa della scarsa illuminazione della cella ebbe anche dei fastidi agli occhi.
In realtà le sue condizioni generali migliorarono rispetto a quando si trovava nell'infermeria del primo carcere in cui era rimasto per molto tempo;  ma in entrambi i luoghi le cure che ricevette non furono sufficienti. Al Reading Gaol però riusciva più facilmente a prendere sonno e quindi non era più affetto dai problemi dell'insonnia che lo avevano precedentemente afflitto.

### La paura di impazzire
Quello che più terrorizzava Wilde era il timore di impazzire in prigione. Per questo scrisse al direttore del carcere sperando in una diminuzione della condanna. Nella lettera Wilde ammetteva tutte le sue colpe, la sua «follia sessuale» che chiamava una malattia da curare. Scriveva che la sua mente non poteva più reggere a quelle triste condizioni come, per esempio, all'insufficienza di libri da studiare. Diceva di non poter resistere più in quella che era una sorta di tomba per chi non era ancora del tutto morto. In risposta alla lettera fu inviato al direttore un rapporto del medico che diede assicurazione delle buone condizioni di salute di Wilde.
Frank Harris inviò una petizione al ministero degli interni smentendo i certificati medici che attestavano la salute perfetta del prigioniero. Il ministero decise di inviare una commissione d'indagine.

## Rapporti dentro la prigione

### Rapporto con i prigionieri

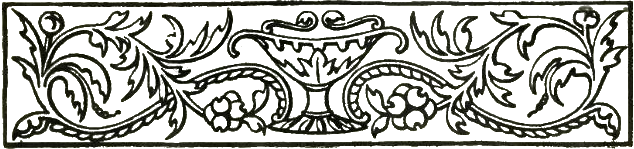
Marchio del Ballad of Reading Gaol

A Wilde accadde di venire coinvolto in una lite con un altro prigioniero per cui entrambi furono chiamati davanti al direttore del carcere con lo scopo di punire chi aveva iniziato la disputa. Il giovane detenuto confessò la sua colpa ma Wilde per evitargli un mese di severe restrizioni dichiarò che anche lui era colpevole. Furono entrambi puniti con due settimane di isolamento.
Un prigioniero che destò molto l'interesse di Wilde fu Charles Thomas Wooldridge, soldato delle guardie reali a cavallo che aveva ucciso, tagliandole la gola, la sua moglie ventitreenne. Wilde assistette alla sua esecuzione capitale alle ore 8 del 7 luglio per mano del boia Billington.

### Rapporto con i direttori
Durante la prigionia incontrò due direttori:
- Il tenente colonnello J. Isaacson (felice che il suo carcere fosse stato preferito da Oscar a quello precedente di Wandsworth).

Questi mal sopportava qualunque tipo di insubordinazione. Permise a Wilde di leggere qualche libro ma gli vietò di scrivere. Aveva «l'anima di un ratto» come disse Wilde, di cui si raccontava di come gli fosse impossibile far colazione se prima non avesse punito qualcuno per un motivo qualunque. A lui veniva riferito ogni screzio dei prigionieri.
- J. O. Nelson (il direttore che sostituì il precedente, tanto buono che Wilde lo paragonava a Gesù).[13]

Appena arrivato incontrò Oscar e gli porse un libro che aveva appena finito di leggere. Fu grazie alla sua intercessione che lo scrittore poté, anche se in forma di lettera, continuare a scrivere.

### Rapporto con i secondini
Wilde verso la fine della prigionia strinse amicizia con i secondini che gli ponevano anche domande sugli scrittori da Dickens a Corelli
Riuscì a scoprire le identità delle persone che più lo colpirono, ad esse quando venne rilasciato procurò un po' di denaro. Gli ultimi giorni si preoccupò di alcuni bambini che erano stati arrestati per il furto di conigli, pagando per loro l'ammenda per farli liberare.
Wilde chiese l'ammontare della somma da versare ad un certo Warder Martin, un secondino che per aver dato un biscotto ai bambini era stato licenziato.

## Rapporti fuori la prigione

### Con i figli
Ai suoi due figli Vyvian e Cyril non fu raccontato nulla del reale motivo dell'imprigionamento del loro padre poiché la madre era convinta che fosse un bene che rimanessero all'oscuro dello scandalo dicendo piuttosto loro che Oscar era in prigione per i numerosi debiti.
Nei dialoghi fra i due ragazzi trasmessi a noi dal lavoro di Vyvian si scopre che in realtà i figli sapevano molto più di quanto si volesse far loro credere.

### Con la moglie
Constance Wilde non abbandonò mai il marito nei due anni di prigionia, arrivando a dirgli che lo avrebbe aspettato una volta uscito dal carcere, ma, anche per le sue cattive condizioni di salute non mantenne fede alla promessa.
La moglie incontrò Oscar il 19 febbraio 1896: si salutarono con un bacio e parlarono soprattutto dei figli. Oscar si raccomandò alla moglie che non li viziasse e che avessero piena confidenza con lei nel raccontarle anche le cose cattive poiché solo così si poteva insegnare loro cosa fosse la redenzione. Fra gli altri discorsi toccati in quei giorni vi era anche la parte di reddito che sarebbe andata ad Oscar, che fu concordato in 200 sterline alle quali, alla morte di lei, si aggiunse un terzo del patrimonio.

### Con il fratello
Fra Oscar e il suo unico fratello Willie Wilde non correva buon sangue già prima della prigionia, quando il rapporto peggiorò. Lo scrittore riusciva a mandare alla madre un po' di denaro che invece intascava Willie. Durante i due anni di prigionia il fratello non venne mai a fargli visita.

### Con gli amici
Nei due anni costretto in quelle mura un amico venne spesso a fargli visita:
Robert Harborough Sherard, suo amico dai tempi di Parigi che venne con More Adey.

### Con l'amato
Robert Ross, suo primo amore omosessuale, grande amico che non lo abbandonò mai e che anche dopo la morte dello scrittore, badò ai suoi figli. Quando Ross morì le sue ceneri vennero unite a quelle di Wilde. Quando Ross visitò in carcere Wilde fu straziato dal vederlo invecchiato, molto dimagrito, con molti meno capelli e in preda alle lacrime.

### Chi si rifiutò di incontrarlo
Alfred Douglas era da tutti ritenuto il vero colpevole della prigionia di Wilde, che cominciò a disprezzarlo quando parlando di lui non lo chiamava più affettuosamente "Bosie", come aveva sempre fatto, ma solo con il suo vero nome.
Douglas possedeva diverse lettere compromettenti di Wilde che voleva far pubblicare per dimostrare il suo amore per lo scrittore, come lui diceva, ma in realtà cercava qualcuno che lo pagasse bene per la pubblicazione.
Ross cercò di farlo desistere ma senza successo tanto che, alla fine, l'epistolario venne pubblicato ma senza la dedica a Wilde.

## Opere
- De profundis, opera che Wilde scrisse in prigione in tre mesi. Ha la particolarità di sembrare una lettera indirizzata al suo amico Douglas.
- La ballata del carcere di Reading, racconto che scrisse appena uscito dal carcere e in cui espresse tutta la malvagità della prigionia.
- Lettere al Daily Chronicle. Wilde scrisse due lettere al giornale: la prima datata 28 maggio 1897, proprio appena uscito di prigione, in cui chiedeva di commutare le pene di un soldato e dei bambini, assolutamente innocenti perché non consapevoli del reato del furto di alcuni conigli.

Nella seconda lettera del 24 marzo (firmata "l'autore di The Ballad of Reading Gaol" il 23 marzo) 1898 parlava delle condizioni di prigionia in generale.